# Henry Cort
Henry Cort (Lancaster, 1741 – London, 1800. május 23.) angol kohász, a kavaró acélgyártás kidolgozója, a brit ipari forradalom fontos alakja.

## Magánélete
Cort 1740 körül született (az esküvője dátuma alapján 1741-et valószínűsítenek), és Lancashire-ben nőtt fel. Szülei nem ismertek, fiatalkoráról keveset tudunk. 1768-ban nősült a middlesexi St Giles in the Fields plébániatemplomban, felesége Elizabeth Heysham, egy staffordshire-i ügyvéd lánya volt. Házasságukból 13 gyermek született. Cort öregkorában – bár csak 1794-től – évi 200 fontos állami nyugdíjból élt, és gyakorlatilag szegényen halt meg 1800-ban. A hampsteadi temetőben temették el Londonban.

## Munkássága
1765-ben a királyi tengerészet polgári alkalmazottja volt. E beosztásában látta, hogy a hadiipar számára fontos angol acél rossz minőségű, ezért csak korlátozottan tudták használni. Nagy-Britannia főleg Svédországból és Oroszországból importált drága finomacélt. Cort 1775-ben felmondta állását a haditengerészetnél, és – üzleti partner (Samuel Jellicoe és fia, Adam) bevonásával – saját vállalkozásba kezdett: Portsmouth kikötőjében kovácsüzemet és hengerművet működtetett. Kísérletekbe kezdett az angol acél javítására, és hosszas próbálkozások sorozata után ért el sikert. Módszerének lényege az volt, hogy a nyersvasat lapos fenekű lángkemencében helyezte el, a szükséges redukáló atmoszférát kőszén elégetéséből származó, oxigénben dús füstgáz biztosította. Hogy a fémolvadék mennél intenzívebben érintkezzen a füstgázzal, munkások hosszú vasrudakkal folyamatosan kavargatták a fémfürdőt. Az eljárás során a nyersvasból kiégett a fölösleges szén, szilícium, mangán, valamint kisebb mértékben a kén és a foszfor is. Az ily módon keletkezett acéltömbökből (lupákból) kovácsolással távolították el a salakot. Ezt követően hengerállványon, üreges hengereken rúddá hengerelték. Cort 1784-ben szabadalmaztatta a lángkemencében történő acélfrissítés módszerét, azaz a kavaró acélgyártást, és külön szabadalma volt a rúdhengerlésre vonatkozóan is. A kavaró kemencék termelése többszöröse volt az addigi frisstűzi kemence termelésének, így a módszer gyorsan elterjedt Nagy-Britanniában, és 1820-ban már legalább 8200 Cort-kemence működött az országban, a brit acélgyártás teljesítménye pedig rövid idő alatt a sokszorosára emelkedett. A sikertörténet ellenére Cort nem volt szerencsés vállalkozásában, felelőtlen partnere(i) miatt tönkrement, és így az egyetemes acélipar számára fontos szabadalmai nem hozhatták meg számára az anyagi jólétet.

## Fordítás
- Ez a szócikk részben vagy egészben  a   Henry Cort című angol Wikipédia-szócikk ezen változatának fordításán alapul.  Az eredeti cikk szerkesztőit annak laptörténete sorolja fel. Ez a jelzés csupán a megfogalmazás eredetét és a szerzői jogokat jelzi, nem szolgál a cikkben szereplő információk forrásmegjelöléseként.